# Mirko Lazareski
Mirko Lazareski (mazedonisch Мирко Лазарески; * 31. Juli 2003) ist ein nordmazedonischer Skirennläufer.

## Karriere
Lazareski gab sein internationales Renndebüt am 23. November 2019 bei einem Juniorenrennen in Hippach. Zwei Monate später bestritt er bei den Olympischen Jugend-Winterspielen in Lausanne sein erstes internationales Großereignis. Dort war seine beste Platzierung Rang 32 im Slalom.
2021 startete er erstmals bei einer Alpinen Skiweltmeisterschaft, schied jedoch bereits in den Qualifikationsrennen aus und konnte so an den eigentlichen Rennen nicht teilnehmen.
Zwei Jahre später konnte sich Lazareski dann bei den Weltmeisterschaften in Courchevel bzw. Méribel für den Slalom qualifizieren, schied jedoch dort bereits im ersten Durchgang aus.
Abgesehen von internationalen Großereignissen startet Lazareski hauptsächlich bei FIS-Rennen und nationalen Meisterschaften am Balkan.

## Erfolge

### Weltmeisterschaften
- Cortina d’Ampezzo 2021: DNQ Riesenslalom, DNQ Slalom
- Courchevel/Méribel 2023: DNF Slalom, DNQ Riesenslalom
- Saalbach 2025: DNF Slalom, DNQ Riesenslalom

### Juniorenweltmeisterschaften
- Haute-Savoie 2024: DNF Riesenslalom, DNF Slalom

### Olympische Jugend-Winterspiele
- Lausanne 2020: 32. Slalom, 36. Kombination, 41. Riesenslalom, 56. Super-G

### Europäisches Olympisches Winter-Jugendfestival
- Vuokatti 2021: DNF Slalom

### Weitere Erfolge
- 5 Podestplätze bei FIS-Rennen
- Nordmazedonischer Meister im Slalom (2025)
- Nordmazedonischer Vizemeister im Slalom (2024)